# Hospital Vell (Esparreguera)
L'Hospital Vell és un edifici del municipi d'Esparreguera (Baix Llobregat) que forma part de l'Inventari del Patrimoni Arquitectònic de Catalunya.

## Descripció
És un edifici emplaçat sobre un desnivell muntanyós que fa la planta sigui irregular. Així la zona de la façana principal té una sola planta, mentre que a la resta n'hi ha quatre. La façana principal està arrebossada i té dues obertures i una porta, rematades per una cornisa amb elements vegetals i geomètrics. A sobre hi ha un ràfec sostingut per permòdols entre els que s'intercalen petites gelosies. Aquest conjunt es remata amb un frontó mixtilini que antigament havia tingut una campana a la zona central on hi ha una petita espadanya. La teulada és a dues aigües de teula àrab. El conjunt de l'edifici forma una estructura massissa, malgrat la façana principal es diferencia per estar més ornamentada.

## Història
L'edifici ocupa l'antic emplaçament de la fàbrica del Rení. Fou comprat el 1922 pel senyor Sedó. Aquest ho donà tot el 14 d'agost de 1928 a l'ajuntament de la localitat, habilitant-se com a hospital des de 1930 al 1960.